# Дубле, Мишель
Мишель Дубле (фр. Michel Doublet; 26 сентября 1939, Рошфор, Приморская Шаранта — 18 августа 2022, Тризе, Приморская Шаранта) — французский политический деятель, сенатор от департамента Приморская Шаранта (1989—2014), мэр Тризе (1977—2022).

## Биография
Родился 26 сентября 1939 года в Рошфоре, департамент Приморская Шаранта, Франция.
После окончания обучения Дубле стал заниматься собственным фермерским хозяйством, а 18 марта 1977 года он был избран мэром города Тризе, который возглавлял до самой смерти. Спустя пять лет он получил место в Совете департамента Приморская Шаранта, оставаясь его членом до 2015 года.
2 октября 1989 года Дубле вступил в должность сенатора Франции от Приморской Шаранты, сохраняя свой пост до 21 апреля 2014 года. Кроме того, 9 марта 2008 года он был назначен заместителем председателя Совета департамента.
Скончался 18 августа 2022 года в Тризе, департамент Приморская Шаранта, в возрасте 82 лет.